# Malostranská
Malostranská – stacja linii A metra praskiego (odcinek I.A), położona w dzielnicy Malá Strana (stąd nazwa), w rejonie ulicy Klárov i mostu Mánesa (Mánesův most).
Westybul stacji został wkomponowany w zabudowania Pałacu Wallensteina.